# Karl III av Lothringen

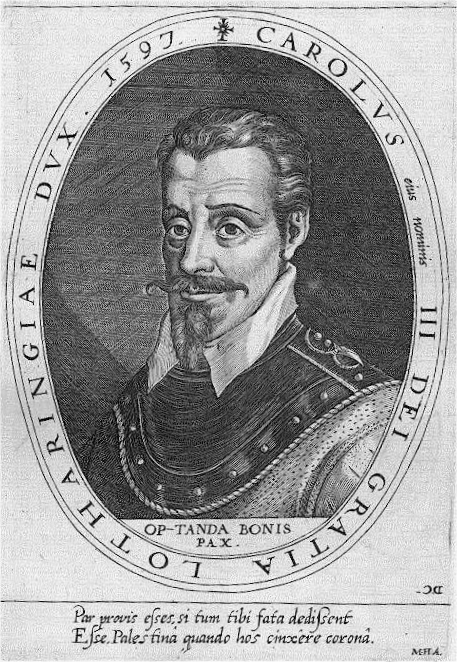
Karl III, kopparstick av Dominicus Custos, 1600/02.

Karl III, född 18 februari 1543, död 14 maj 1608, känd som den store, var hertig av Lothringen från 1545 till sin död.

## Historia
Karl III var äldsta överlevande son till Frans I av Lothringen och Kristina av Danmark. Hans mor var regent under hans tid som omyndig.
År 1547, medan han var barn, dog hans åldriga farfars mor Filippa av Geldern och efterlämnade ett stort arv till honom.
Ibland är han omnämnd som Karl II av Lothringen.
Hans dynasti hade ett krav på kungatiteln till Kungariket Jerusalem och använde också titeln hertig av Kalabrien som en symbol för sitt krav på Kungariket Neapel. Dessutom hade de anspråk på hertigdömet Gelderland, ärvt från Karl av Egmond, hertig av Gelderland.

## Familj
Karl III gifte sig med Claude av Valois, prinsessa av Frankrike, dotter till kung Henrik II och Katarina av Medici. De hade följande barn:
- Henrik II av Lothringen (1563–1624)
- Christina av Lothringen (1565–1637), gift med Ferdinand I av Toscana
- Charles (1567–1607), kardinal av Lothringen och biskop av Metz (1578–1607), biskop av Strasbourg (1604–1607)
- Antoinette (1568–1610), gift med Johan Wilhelm av Jülich-Kleve-Berg.
- Anne (1569–1576)
- Frans II av Lothringen (1572–1632)
- Catherine (1573–1648), abbedissa i Remiremont
- Elisabeth Renata (1574–1635), gift med Maximilian I, kurfurste av Bayern
- Claude, 1575–1576.